# Потпуковник
Потпуковник је у Војсци Србије и у армијама већине земаља чин официра за команданте батаљона као и за старешине који обављају дужности начелника штаба, помоћника или заменика команданта пука, као и одговарајуће командно - штабне дужности у јединицама ранга бригаде. У Војсци Србије у чин потпуковника унапређује се мајор који испуњава опште услове за унапређење, а који је постављен на формацијску дужност потпуковника, на тој дужности провео једну годину и ако је у претходном чину провео најмање четири године.
Чин потпуковника се први пут појавио у француској војсци у XVI веку. У српској војсци уведен је 1830. године, а постојао је и у југословенској војсци. Током Народноослободилачког рата у НОВ и ПОЈ уведен је 1. маја 1943. године и такав статус је задржао и у ЈНА.
У ратној морнарици чин потпуковника одговара чину капетана фрегате.

## Галерија
- Потпуковник
Војске Кр. Србије
(1886—1918)
- Потпуковник
Војске Кр. СХС и
Војске Кр. Југославије
(1918—1945)
- Потпуковник
НОВЈ и ЈА
(1943—1947)
- Потпуковник
ЈА
(1947—1951)
- Потпуковник
ЈНА
(1951—1982)
- Потпуковник
ЈНА, ВЈ и ВСЦГ
(1982—2006)

- Потпуковник
 милиције ФНРЈ
(1946—1953)
- Потпуковник
полиције Србије
(1992—2002)

| Друге државе                                                                                          |
| --- |
| - Еполета потпуковника Оружаних снага Руске Федерације - Еполета потпуковника Оружаних снага Украјине |